# Live act
Un live act ou liver est un artiste de musique électronique. À la différence du disc jockey qui manie les platines et les disques vinyle, le liver utilise des instruments de musique électronique (communément appelées machines) et/ou des ordinateurs pour jouer sa musique.

## Histoire
Les compositions qu'on retrouve sur les vinyles techno sont produites à l'aide de ces machines, puis enregistrées et enfin pressées sur vinyle. Lors de l'émergence de la musique techno, les sound system n'avaient pas toujours les moyens de faire presser leurs compositions pour les jouer lors des free party; ils les jouaient donc en direct avec leurs machines.
Cette utilisation offre de plus un avantage non négligeable : elle laisse la possibilité au liver de modifier et régler sa musique en direct, afin de l'adapter à son public, à l'ambiance de la soirée. On parle alors de live-act.
La musique jouée par un liver est donc très différente de celle d'un DJ. 

## Instruments
Tout instrument de musique électronique (synthétiseur, sampler...) peut être utilisé. Certains livers utilisent même le synthétiseur d'anciens modèles d'ordinateurs (Atari ST, Amstrad...), voire une Game Boy !
Le live act se compose le plus souvent de : boite à rythmes (Roland, Korg, Boss, etc.), de sampleur (Akai, Yamaha, etc.), de synthétiseur (Access, Clavia, Novation, etc.). Ensuite vient se joindre : une console de mixage ainsi que divers effets et filtres.
De plus en plus l'ordinateur prend une place importante dans le live, notamment grâce à des logiciels (Cubase, Logic Audio, FruityLoops, Ableton Live, etc.)